# ローバー・SD1
ローバー・SD1 （Rover SD1）は、イギリス・ローバー製自動車のコードネームであり、1976年から1987年まで生産されていた一連の中・大型乗用車である。
当初はブリティッシュ・レイランド（BLMC）、1986年からはローバー・グループによって、「ローバー 2000」「ローバー 2600 SE」「ローバー V8-S」などの名称で販売されていた。

## 開発の経緯
1971年当時のBLMCではローバー・P6とトライアンフ・2000/2500シリーズを並行生産しており、苦しい台所事情の中で企業合同の効果を出すためには両車種の統合が不可欠な状況になっていた。ローバー・トライアンフ両部門に提案が求められ、P6と同じスペン・キング（Spen King ）とデビッド・ベイチュのコンビによるローバー案が採用された。彼らは前年の70年、SUVの設計に新境地を開いたレンジローバーをデビューさせたばかりで、正に脂の乗り切った時期にあった。なお、新型車の開発コードネームはP7ではなく、SD1（Specialist Division No. 1 ）とされ、ローバーとトライアンフ部門が統合され中高級車やスポーティーカーを開発する部門となったことを象徴していた。
BLMCの苦しい経営を反映してか、スペン・キングの設計はP6よりもむしろ保守的なものとなり、一般的なモノコック構造のボディ、後輪固定軸のサスペンション、アウトボード式のサーボ付きディスク／ドラムのブレーキが採用された。しかしセルフレベリング式リアダンパー、ローバー初のラック＆ピニオン式ステアリングなど、時代の潮流には決して遅れてはいなかったし、ベイチュのデザインは1960年代のピニンファリーナの作品、特にフェラーリ・デイトナのフロントエンドとBMC 1800プロトタイプ（シトロエン・GS・CXのデザインにも強い影響を与えた）のシルエットから多くを学んだ革新的なもので、SD1には、P6に続いてローバー二度目のヨーロッパ・カー・オブ・ザ・イヤーに輝くだけの十分な新しさがあり、沈滞を極めた当時のイギリス自動車業界の希望の星となった。

## 発展
SD1は1976年6月にまずV8の3500が発売された。翌1977年に直6の2300と2600がデビューし、ローバー・P6とトライアンフ・2000/2500の生産が終了、ローバーはSD1、トライアンフはTR7に車種が一本化されることになった。ステーションワゴンも試作されたが生産化には至らなかった。当時のBLMC会長マイケル・エドワーズ卿がパーソナルカーとした一台がブリティッシュ・モーター・ヘリテッジに今も保存されている。
SD1は1975年のBLMCの破綻後に、政府資金の投入で大改修された英国ウェスト・ミッドランズ州ソリハルのローバー工場でTR7と並行生産されたが、当時のBL製のあらゆる車種につきまとった品質の低さに悩まされた。内装材の磨耗のひどさや細部の仕上げの悪さが、当初好評でSD1を迎えた英国車ファンを深く失望させたのだった。
SD1はその後、1979年には高出力なV8-Sを追加（メタリックグリーンの車体に金色のアロイホイールを装備）、1981年には生産工場が旧モーリスのカウリー工場に移され（以後ソリハルはランドローバー専門工場となる）、翌1982年に大規模なマイナーチェンジが行われた。クロームで縁取られたヘッドライト、大きく変更されたインテリア、後方視界改善のため広げられたリアウインドウなどが新モデルの特色であったが、同時にモーリス・イタルの直4 2,000cc・Oシリーズエンジン搭載車、イタリアVMモトーリ製ディーゼルターボエンジンを搭載した2400 SDターボも追加された。その一方、V8をフューエルインジェクションで190馬力に強化したV8-Sに代わるホットモデルの3500ヴィテス、豪華版のヴァンデン・プラも追加された。
日本には当時のディーラー、日本レイランドを通じて1979年から1981年頃に正規輸入されたが、元来の品質問題に加えて排気ガス対策が上手くいかなかったこともあり、販売は芳しくなかった。同じ理由で対米販売も不振となった。当時のカーグラフィック誌の長期テストにはその状況が詳しく述べられている。
1987年、ホンダ・レジェンドをベースとしたローバー・800が登場し、SD1の生産は303,345台で打ち切られた。100%英国の技術で作られた最後のローバーであった。